# Marileidy Paulinová
Marileidy Paulinová, nepřechýleně Marileidy Paulino (* 25. října 1996) je dominikánská atletka, sprinterka, mistryně světa z roku 2023 a olympijská vítězka z roku 2024 na trati 400 metrů.
Velkých úspěchů dosahuje také se smíšenou štafetou na 4x400 metrů. Na olympiádě v Riu doběhla dominikánská štafeta v národním rekordu jako druhá v čase 3:10,21, kdy nestačili pouze na Polsko. V Eugene na mistrovství světa už však bahamská štafeta přemožitele nenašla a doběhla si ve vylepšeném národním rekordu v čase 3:09,82 pro zlato.

## Osobní rekordy

#### Hala
- běh na 60 metrů – 7,45 s – 3. únor 2018, New York (NR)
- běh na 200 metrů – 23,82 s – 3. únor 2018, New York (NR)

#### Venku
- běh na 100 metrů – 11,38 s – 19. únor 2023, Bogota
- běh na 200 metrů – 22,36 s – 25. červen 2022, Santo Domingo (NR)
- běh na 400 metrů – 48,99 s – 8. září 2022, Curych (NR)